# St. Pius (Wiedenbrück)
St. Pius ist eine katholische Kirche in Rheda-Wiedenbrück im Kreis Gütersloh, Nordrhein-Westfalen. Sie gehört zum Dekanat Rietberg-Wiedenbrück im Erzbistum Paderborn.
Sie ist die jüngere der zwei Pfarrgemeindekirchen im Ortsteil Wiedenbrück.
Nach dem Zweiten Weltkrieg wuchs die katholische St.-Aegidius-Gemeinde in Wiedenbrück durch den Zuzug von Heimatvertriebenen  derart an, dass zusätzlich zur Kirche St. Aegidius der Bau einer zweiten Pfarrkirche notwendig wurde. Nach den Plänen des Münsteraner Diözesanbaurates Alfons Boklage (1911–2003) wurde 1955 die neue Kirche gebaut. Kirchenpatron ist Papst Pius X., der 1954 heiliggesprochen worden war.
Die Kirche wurde als moderne Form einer Basilika errichtet. Der Innenraum wurde so gestaltet, dass er freien Blick auf den erhöhten Chor mit dem Altar bietet.
Über dem Eingangsbereich mit drei Portalen ist eine etwa sechs Meter große Fensterrose aus Anröchter Dolomit eingelassen. 
Der für eine katholische Kirche recht schmucklose Innenraum erhält sein Licht durch die relativ kleinen Fenster unterhalb des Dachkranzes.
Sie sind teilweise mit einer kraftvoll farbigen Verglasung ausgestattet.
Der abgesetzte Kirchturm, der ebenso wie der übrige Kirchenbau aus holländischem Klinker besteht, hat eine Höhe von 38 m.
Die Kirchengemeinde gehört seit 2003 zum Pastoralverbund Reckenberg in der Erzdiözese Paderborn.